# Zarecznaje (rejon dzierżyński)
Zarecznaje (biał. Зарэчнае; ros. Заречное, Zariecznoje) – wieś na Białorusi, w obwodzie mińskim, w rejonie dzierżyńskim, w sielsowiecie Putczyna, nad Ptyczą i przy drodze magistralnej M14.
W skład wsi wchodzą dwie dawne miejscowości: Bildziuki (biał. Бальдзюкі, Baldziuki) i Kułakowce (biał. Кулакоўцы, Kułakoucy).

## Historia
W XIX i w początkach XX w. folwark Bildziuki oraz zaścianek i folwark Kułakowce położone były w Rosji, w guberni mińskiej, w powiecie mińskim, w gminie Stare Sioło.
Po I wojnie światowej pod administracją polską, w Zarządzie Cywilnym Ziem Wschodnich, w okręgu mińskim, w powiecie mińskim, w gminie Stare Sioło.
W wyniku postanowień traktatu ryskiego znalazły się w granicach Związku Sowieckiego. W latach 1932–1937 w Polskim Rejonie Narodowym im. Feliksa Dzierżyńskiego. W 1964 Bildziuki i Kułakowce połączono w jedną wieś Zarecznaje. Od 1991 w niepodległej Białorusi.